# Ньюберри (Южная Каролина)
Ньюберри (англ. Newberry) — крупнейший город и административный центр одноимённого округа в штате Южная Каролина в Соединённых Штатах Америки.
Согласно результатам переписи населения США, проведённой в 2020 году, число жителей города составляло 10 691 человек, что, для такого небольшого населённого пункта, существенно больше (+ 4.0%), чем было во время предыдущей переписи прошедшей в 2010 году (10 277 человек).

## История
Европейские поселенцы (в основном немцы, шотландцы, ирландцы и англичане) начали прибывать в больших количествах на эти земли в 1750-х годах. Округ Ньюберри был образован из Девяносто шестого округа в 1785 году. Благодаря своему расположению близ географического центра округа, город Ньюберри был выбран в 1789 году административным центром округа Ньюберри, который был частью обширной зоны хлопковых плантаций, поэтому во многом политику округа и города определяли плантаторы. 

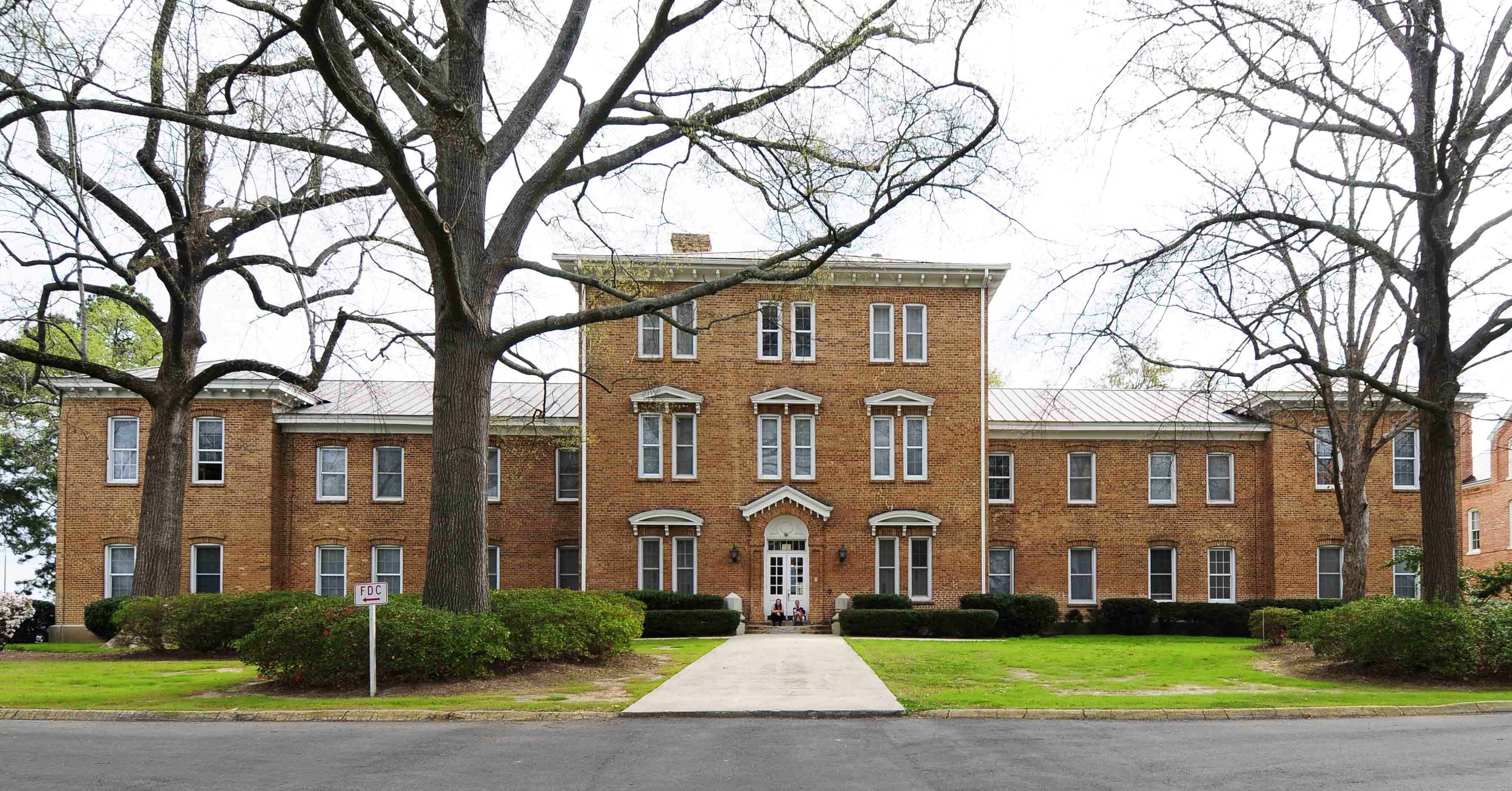
Колледж Ньюберри

С появлением железной дороги в 1851 году Ньюберри стал процветающим торговым центром; экономическое процветание продолжалось до самой войны. В 1856 году здесь открыл свои двери студентам частный колледж свободных искусств Ньюберри, связанный с Евангелической лютеранской церковью в Америке. Во время Гражданской войны в США колледж Ньюберри использовался в качестве госпиталя для армии Конфедерации, а затем и армии Союза. Историческое здание окружного суда Ньюберри не было сожжено войсками Уильяма Текумсе Шермана, солдаты которого следовали придуманной им тактике «тотальной войны» (более известна как «тактика выжженной земли»).
Красное лето 1919 года не обошло стороной и город Ньюберри.

## География
Ньюберри расположен в 69 километрах к северо-западу от столицы штата города Колумбии на высоте чуть более 150 метров над уровнем моря. 
В соответствии с данными указанными на сайте центрального статистического органа страны — Бюро переписи населения США, общая площадь города составляет 6,6 квадратных мили (17,0 км2) и почти вся эта территория представляет собой сушу, лишь 0,01 квадратных километра приходится на водную поверхность.